# Crecimiento de las Naciones Unidas

Mapa de los actuales países miembros de la ONU por su época de admisión.
1945 (miembros fundadores)
1946–1959
1960–1989
1990–actualidad
Países observadores

Para 2016, hay 193 países que son miembros de la Organización de las Naciones Unidas. Cada uno de esos países es miembro de la Asamblea General de las Naciones Unidas.
La siguiente es una lista de países miembros ordenados por orden cronológico según sus fechas de admisión. Los miembros antiguos se muestran en cursiva.

## Cronología

### Miembros originales, 1945
La ONU empezó a existir oficialmente el 24 de octubre de 1945, después de la ratificación de la Carta de las Naciones Unidas por los cinco miembros permanentes del Consejo de Seguridad de Naciones Unidas (China, Francia, Unión Soviética, Reino Unido y Estados Unidos) y la mayoría de los demás signatarios. Un total de 51 miembros originales (o miembros fundadores) se unió ese año. 50 de ellos firmaron la Carta de las Naciones Unidas en la Conferencia de San Francisco el 26 de junio de 1945, mientras que Polonia, que no estuvo representada en la conferencia, la firmó el 15 de octubre de 1945.
1945
- 24 de octubre:  Arabia Saudita,  Argentina,  Bielorrusia (originalmente como república de la Unión Soviética),  Brasil,  Checoslovaquia (dejó de existir en 1993),  Chile,  China (Originalmente representada por la  República de China. Representación transferida en 1971 a la República Popular),  Cuba,  Dinamarca,  Egipto,  El Salvador,  Estados Unidos,  Filipinas,  Francia,  Haití,  Irán,  Líbano,  Luxemburgo,  Nueva Zelanda,  Nicaragua,  Paraguay,  Polonia,  Reino Unido,  República Dominicana,  Rusia (Originalmente como  Unión Soviética. En su forma actual desde 1991, como sucesor de ésta),  Siria,  Turquía,  Ucrania (originalmente como república de la Unión Soviética),  Yugoslavia (suspendido en 1992 y retirado oficialmente en 2000)
- 25 de octubre:  Grecia
- 30 de octubre:  India
- 31 de octubre:  Perú
- 1 de noviembre:  Australia
- 2 de noviembre:  Costa Rica,  Liberia
- 5 de noviembre:  Colombia
- 7 de noviembre:  México,  Sudáfrica
- 9 de noviembre:  Canadá
- 13 de noviembre:  Etiopía,  Panamá
- 14 de noviembre:  Bolivia
- 15 de noviembre:  Venezuela
- 21 de noviembre:  Guatemala
- 27 de noviembre:  Noruega
- 10 de diciembre:  Países Bajos
- 17 de diciembre:  Honduras
- 18 de diciembre:  Uruguay
- 21 de diciembre:  Ecuador,  Irak
- 27 de diciembre:  Bélgica

### 1946-1959
1946
- 19 de noviembre:  Afganistán,  Islandia,  Suecia,  Suiza como miembro observador
- 16 de diciembre:  Tailandia

1947
- 30 de septiembre:  Pakistán,  Yemen

1948
- 19 de abril:  Birmania

1949
- 11 de mayo:  Israel,  Corea del Sur como miembro observador

1950
- 28 de septiembre:  Indonesia

1952
- 2 de mayo:  Alemania Occidental como miembro observador,  Austria como miembro observador,  Italia como miembro observador,  Finlandia como miembro observador,  Japón como miembro observador.
- 14 de Junio:  Vietnam del Sur como miembro observador

1955
- 14 de diciembre:  Albania,  Austria como miembro pleno,  Bulgaria,  Camboya,  España,  Finlandia como miembro pleno,  Hungría,  Irlanda,  Italia como miembro pleno,  Jordania,  Laos,  Libia,  Nepal,  Portugal,  Rumania,  Sri Lanka (bajo el nombre de Ceilán)

1956
- 12 de noviembre:  Marruecos,  Sudán,  Túnez,  Mónaco como miembro observador
- 18 de diciembre:  Japón como miembro pleno

1957
- 8 de marzo:  Ghana
- 17 de septiembre:  Malasia

1958
- 22 de febrero: Egipto y Siria se fusionan, dando origen a la  República Árabe Unida
- 12 de diciembre:  Guinea

### Los años 60
1960
- 20 de septiembre:  Benín (bajo el nombre de Dahomey),  Burkina Faso (bajo el nombre de  Alto Volta),  Camerún,  Chad,  Chipre,  República del Congo,  Costa de Marfil,  Gabón,  Madagascar,  Níger,  República Centroafricana,  República Democrática del Congo,  Somalia,  Togo
- 28 de septiembre:  Mali,  Senegal
- 7 de octubre:  Nigeria

1961
- 27 de septiembre:  Sierra Leona
- 13 de octubre: Egipto y Siria recuperan sus membresías independientes con el restablecimiento de la condición de Siria como país independiente
- 27 de octubre:  Mauritania,  Mongolia
- 14 de diciembre:  Tangañica

1962
- 18 de septiembre:  Burundi,  Jamaica,  Ruanda,  Trinidad y Tobago
- 8 de octubre:  Argelia,  Kuwait como miembro observador
- 25 de octubre:  Uganda

1963
- 14 de mayo:  Kuwait como miembro pleno
- 16 de diciembre:  Kenia,  Zanzíbar

1964
- 6 de abril:  Ciudad del Vaticano como miembro observador.
- 26 de abril: Tanganica y Zanzíbar se fusionan, dando origen a  Tanzania
- 1 de diciembre:  Malaui,  Malta,  Zambia

1965
- 20 de enero: Indonesia se retira de las Naciones Unidas
- 21 de septiembre:  Gambia,  Maldivas,  Singapur

1966
- 20 de septiembre:  Guyana
- 28 de septiembre: Indonesia regresa a las Naciones Unidas
- 17 de octubre:  Botsuana,  Lesoto
- 9 de diciembre:  Barbados

1967
- 14 de diciembre:  Yemen del Sur

1968
- 24 de abril:  Mauricio
- 24 de septiembre:  Suazilandia
- 12 de noviembre:  Guinea Ecuatorial

### Los años 70 y 80
1970
- 13 de octubre:  Fiji

1971
- 21 de septiembre:  Bahrein,  Bután,  Qatar
- 7 de octubre:  Omán
- 25 de octubre: La membresía de China es transferida a la República Popular China
- 9 de diciembre:  Emiratos Árabes Unidos,  Alemania Oriental como miembro observador

1973
- 18 de septiembre:  Alemania Occidental como miembro pleno,  Alemania Oriental como miembro pleno,  Bahamas,  Corea del Norte como miembro observador,  Bangladés como miembro observador

1974
- 17 de septiembre:  Bangladés como miembro pleno,  Granada,  Guinea Bissau

1975
- 30 de abril:  Vietnam del Norte como miembro observador
- 16 de septiembre:  Cabo Verde,  Mozambique,  Santo Tomé y Príncipe
- 10 de octubre:  Papúa Nueva Guinea
- 12 de noviembre:  Comoras
- 4 de diciembre:  Surinam

1976
- 21 de septiembre:  Seychelles
- 1 de diciembre:  Angola
- 15 de diciembre:  Samoa (originalmente bajo el nombre de Samoa Occidental)

1977
- 20 de septiembre:  Yibuti
- 20 de septiembre: Vietnam del Norte y Vietnam del sur se fusionan dando origen a  Vietnam

1978
- 19 de septiembre:  Islas Salomón
- 18 de diciembre:  Dominica

1979
- 18 de septiembre:  Santa Lucía

1980
- 25 de agosto:  Zimbabue
- 16 de septiembre:  San Vicente y las Granadinas

1981
- 15 de septiembre:  Vanuatu
- 25 de septiembre:  Belice
- 11 de noviembre:  Antigua y Barbuda

1983
- 23 de septiembre:  San Cristóbal y Nieves

1984
- 21 de septiembre:  Brunéi

### Los años 90
1990
- 23 de abril:  Namibia
- 22 de mayo: Yemen del Sur deja de existir, gracias a la reunificación de Yemen
- 18 de septiembre:  Liechtenstein
- 3 de octubre: Se produce la Reunificación alemana. Alemania Occidental y Alemania Oriental se fusionan dando origen a  Alemania

1991
- 24 de agosto: Ucrania obtiene la independencia
- 17 de septiembre:  Corea del Norte como miembro pleno,  Corea del Sur como miembro pleno,  Estonia,  Islas Marshall,  Letonia,  Lituania,  Micronesia
- 17 de septiembre: Bielorrusia obtiene la independencia

1992
- 2 de marzo:  Armenia,  Azerbaiyán,  Kazajistán,  Kirguistán,  Moldavia,  San Marino,  Tayikistán,  Turkmenistán,  Uzbekistán
- 22 de mayo:  Bosnia y Herzegovina,  Croacia,  Eslovenia
- 31 de julio:  Georgia

1993
- 19 de enero:  Eslovaquia,  República Checa
- 8 de abril:  Macedonia del Norte (originalmente bajo el nombre de Antigua República Yugoslava de Macedonia)
- 28 de mayo:  Eritrea,  Mónaco como miembro pleno
- 28 de julio:  Andorra

1994
- 15 de diciembre:  Palau

1999
- 14 de septiembre:  Kiribati,  Nauru,  Tonga

### sigloXXI
2000
- 5 de septiembre:  Tuvalu
- 1 de noviembre:  Serbia (originalmente como  República Federal de Yugoslavia)

2002
- 10 de septiembre:  Suiza como miembro pleno
- 27 de septiembre:  Timor Oriental

2006
- 28 de junio:  Montenegro

2011
- 14 de julio:  Sudán del Sur

2012
- 29 de noviembre:  Palestina como miembro observador

## Resumen

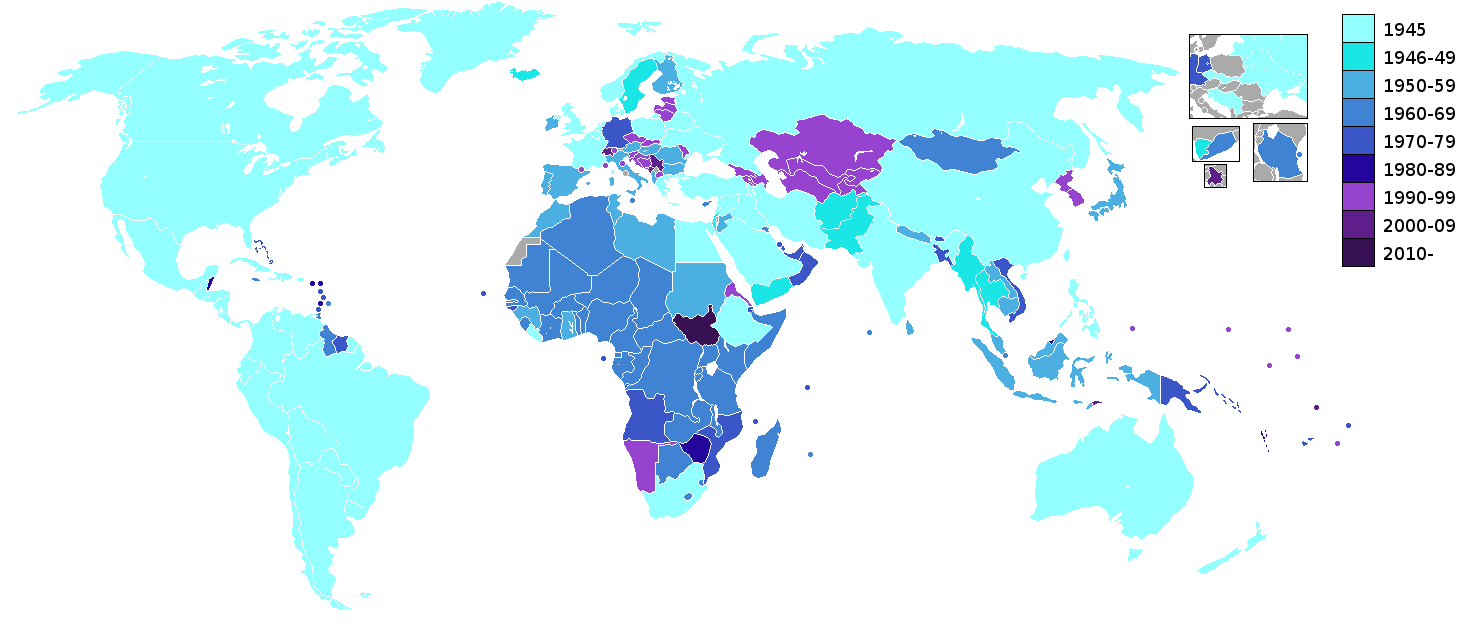
Mapa de los países miembros de la ONU por década de ingreso (antiguos países miembros se muestran en los recuadros).

| Año             | Número de admisiones | Número de países miembros | Número de estados observadores |
| --------------- | -------------------- | ------------------------- | ------------------------------ |
| 1945            | 51                   | 51                        | 0                              |
| 1946            | 4                    | 55                        | 1                              |
| 1947            | 2                    | 57                        | 1                              |
| 1948            | 1                    | 58                        | 1                              |
| 1949            | 1                    | 59                        | 2                              |
| 1950            | 1                    | 60                        | 2                              |
| 1951–1954       | 0                    | 60                        | 7                              |
| 1955            | 16                   | 76                        | 4                              |
| 1956            | 4                    | 80                        | 3                              |
| 1957            | 2                    | 82                        | 3                              |
| 1958            | 1                    | 82                        | 3                              |
| 1959            | 0                    | 82                        | 3                              |
| 1960            | 17                   | 99                        | 3                              |
| 1961            | 4                    | 104                       | 3                              |
| 1962            | 6                    | 110                       | 4                              |
| 1963            | 3                    | 113                       | 4                              |
| 1964            | 3                    | 115                       | 4                              |
| 1965            | 3                    | 117                       | 4                              |
| 1966            | 4                    | 122                       | 4                              |
| 1967            | 1                    | 123                       | 4                              |
| 1968            | 3                    | 126                       | 5                              |
| 1969            | 0                    | 126                       | 4                              |
| 1970            | 1                    | 127                       | 4                              |
| 1971            | 5                    | 132                       | 4                              |
| 1972            | 0                    | 132                       | 5                              |
| 1973            | 3                    | 135                       | 6                              |
| 1974            | 3                    | 138                       | 8                              |
| 1975            | 6                    | 144                       | 6                              |
| 1976            | 3                    | 147                       | 6                              |
| 1977            | 2                    | 149                       | 6                              |
| 1978            | 2                    | 151                       | 6                              |
| 1979            | 1                    | 152                       | 6                              |
| 1980            | 2                    | 154                       | 6                              |
| 1981            | 3                    | 157                       | 6                              |
| 1982            | 0                    | 157                       | 6                              |
| 1983            | 1                    | 158                       | 6                              |
| 1984            | 1                    | 159                       | 6                              |
| 1985–1989       | 0                    | 159                       | 6                              |
| 1990            | 2                    | 159                       | 6                              |
| 1991            | 7                    | 166                       | 4                              |
| 1992            | 13                   | 179                       | 4                              |
| 1993            | 6                    | 184                       | 3                              |
| 1994            | 1                    | 185                       | 3                              |
| 1995–1998       | 0                    | 185                       | 3                              |
| 1999            | 3                    | 188                       | 3                              |
| 2000            | 2                    | 189                       | 3                              |
| 2001            | 0                    | 189                       | 3                              |
| 2002            | 2                    | 191                       | 2                              |
| 2003–2005       | 0                    | 191                       | 2                              |
| 2006            | 1                    | 192                       | 2                              |
| 2007–2010       | 0                    | 192                       | 2                              |
| 2011            | 1                    | 193                       | 2                              |
| 2012–actualidad | 0                    | 193                       | 2                              |